# Jean-Claude Brisseau
Pour les articles homonymes, voir Brisseau.
Jean-Claude Brisseau, né le 17 juillet 1944 à Paris 18e et mort le 11 mai 2019, à Paris 10e, est un réalisateur français.
Personnalité controversée du cinéma français, Jean-Claude Brisseau est un réalisateur autodidacte qui a été professeur de français pendant une vingtaine d’années avant de se consacrer pleinement au cinéma grâce au succès commercial et critique de son film Noce blanche. Avec ce film, il lance la carrière cinématographique de Vanessa Paradis.
Ses films réalistes frôlent parfois le fantastique et traitent de la violence sociale, du plaisir féminin et du mysticisme.

## Biographie
Dans les années 1950, le jeune Jean-Claude Brisseau fréquente assidûment les salles de cinéma et, « le lundi matin, à l'école, [il] rêve du film qu'[il] a vu la veille ». C'est ainsi que le réalisateur évoque sa naissance au cinéma. Mais, né dans une famille modeste, il doit renoncer à l'Institut des hautes études cinématographiques (IDHEC) et choisit l'enseignement : il sera instituteur, puis professeur d'enseignement général de collège (P.E.G.C). Longtemps, il réalise des films tout en enseignant le français et l'histoire dans des collèges de la région parisienne (collège Diderot à Aubervilliers, collège Georges Politzer à Bagnolet en Seine-Saint-Denis). Entre 1966 et 1968, Brisseau réalise trois moyens-métrages en Super-8 millimètres où l'on trouve déjà son obsession du corps féminin.
Vers le milieu des années 1970, Jean-Claude Brisseau achète une caméra Super 8 sonore, modèle qui vient de sortir, et réalise, pendant ses congés, deux films. L'un d'eux, La Croisée des chemins, est diffusé dans un festival de films amateurs au cinéma l'Olympic. Le film est vu par Maurice Pialat et par Éric Rohmer.
Grâce à ce dernier, Brisseau obtient le soutien de l’Institut national de l'audiovisuel (INA), qui produit un premier film, La Vie comme ça, en 1978. Il réalise aussi pour la télévision Les Ombres, qui s’inscrit dans la série La Télévision de Chambre, ainsi qu'un court-métrage, L’Échangeur, dans le cadre de la série Contes pour enfants. Rohmer et les Films du Losange, qui ont déjà essayé de produire La Vie comme ça, produisent son premier long-métrage, Un jeu brutal, et coproduiront les deux suivants.
En 1983, Brisseau rencontre Bruno Crémer, qu'il dirige dans trois films successifs : Un jeu brutal, De bruit et de fureur et Noce blanche. Pour Sylvie Vartan, rencontrée au début des années 1990 — par l'entremise de Dominique Besnehard — à Cannes où il présente De bruit et de fureur, il écrira L'Ange noir. C'est une exception dans sa méthode de travail, puisqu'il a déclaré : « Je n'ai jamais écrit en fonction des gens qui pourraient jouer dedans, excepté Sylvie Vartan. »
En 1989, Noce blanche, initialement écrit pour la chaîne de télévision la Sept (future Arte), rencontre un succès commercial et critique inattendu. C'est le second film français à réaliser le plus d'entrées durant cette année. Avec ce film, il lance aussi la carrière cinématographique de la jeune chanteuse Vanessa Paradis âgée à l'époque de seize ans, en lui offrant un rôle fort et émouvant, ce qui vaut à l'actrice débutante de recevoir le Prix Romy-Schneider et le César du meilleur espoir féminin. Cependant ce film est, selon le réalisateur, « le film de moi qui m'intéresse le moins. »
Après l'échec commercial de L'Ange noir, en 1994, Jean-Claude Brisseau est contraint de produire lui-même certains de ses films, notamment Choses secrètes, projet qui a duré presque dix ans. Choses secrètes (2002) ouvre une trilogie consacrée à la sexualité féminine dont les deux autres volets seront Les Anges exterminateurs et À l'aventure.
En 2011, le festival du film de Belfort - Entrevues lui consacre une rétrospective.
En août 2012, il reçoit le Léopard d'or du festival de Locarno pour son film La Fille de nulle part.
Fin 2017, après une polémique dans un contexte post #BalanceTonPorc, la Cinémathèque française est contrainte de renoncer à la rétrospective consacrée à Jean-Claude Brisseau qu'elle avait programmée pour janvier 2018.
Il meurt le 11 mai 2019 à Paris des suites d'une longue maladie. Du fait des condamnations de harcèlement et de sa réputation sulfureuse, sa mort est peu commentée, dans les médias. Son nom est omis lors du traditionnel hommage aux disparus de la 45e cérémonie des César.

## Condamnations pour harcèlement et agressions sexuelles
En 2001, l'actrice Noémie Kocher porte plainte pour harcèlement sexuel contre Jean-Claude Brisseau.
Il est condamné par le tribunal correctionnel de Paris le 15 décembre 2005 à un an de prison avec sursis et à 15 000 € d'amende pour harcèlement sexuel sur deux actrices lors d'auditions pour son film Choses secrètes. Un mois plus tôt, le 30 novembre, Les Inrockuptibles avait lancé une pétition de soutien,,, à Brisseau. Plusieurs signataires de la pétition se sont ensuite excusés ou manifestés auprès de Noémie Kocher,.
En décembre 2006, il est condamné en appel pour agression sexuelle sur une troisième actrice, Julie Quéré.
La même année, il évoque ces faits dans son film Les Anges exterminateurs. Il publie un livre d'entretiens, L'Ange exterminateur, dans lequel il décrit ses méthodes de travail, notamment avec les acteurs, revient sur son procès et les débats relatifs à cette affaire.

## Analyse de l'œuvre
Les premiers films de Jean-Claude Brisseau traitent du mal-vivre des cités, mais déjà s'y glissent des éléments oniriques proches du surréalisme. Bien qu'il se défende d'avoir fait des films de banlieue, il aborde les thèmes de la ségrégation urbaine et sociale, de la misère et de la violence. En juin 2020, la Cinémathèque française propose trois œuvres de jeunesse inédites de Jean-Claude Brisseau sur sa plateforme.
L'institution scolaire était une de ses thématiques de prédilection, où se déroulait en partie De bruit et de fureur. Le film suivant, Noce blanche, a encore pour cadre l'école et retrace une relation amoureuse destructrice entre un enseignant et l'une de ses élèves.
Dans Céline (1992), le réalisateur s'intéresse au mysticisme et aux phénomènes paranormaux. Avec l'intrusion d'éléments oniriques, le cinéaste juxtapose « des éléments quotidiens et des éléments fantastiques pour filmer la contagion de sens », s'agissant pour lui de voir « comment la réalité quotidienne peut être modifiée par une autre dimension. »

## Filmographie

### Réalisateur

#### Amateur
- 1966-1967 : Dimanche après-midi (court métrage)
- 1968 : L'Après-midi d'un jeune homme qui s'ennuie (moyen métrage)
- 1968 : Mort dans l'après-midi (moyen métrage, 42 min 59 s), Super 8, piste sonore magnétique Restauré en 2020 par la Cinémathèque française avec la collaboration de Lisa Hérédia.
- 1972 : Des jeunes femmes disparaissent (1re version) (court métrage)
- 1976 : La Croisée des chemins
- 1976 : Des jeunes femmes disparaissent (2e version) (court métrage)
- 1978 : Médiumnité[29]

#### Télévision
- 1978 : La Vie comme ça
- 1982 : Les Ombres (épisode de la série Télévision de chambre)
- 1982 : L'Échangeur (court métrage) (épisode de la série Contes modernes)

#### Cinéma
- 1983 : Un jeu brutal
- 1988 : De bruit et de fureur
- 1989 : Noce blanche
- 1992 : Céline
- 1994 : L'Ange noir
- 2000 : Les Savates du bon Dieu
- 2002 : Choses secrètes
- 2006 : Les Anges exterminateurs
- 2009 : À l'aventure
- 2013 : La Fille de nulle part
- 2014 : Des jeunes femmes disparaissent (3e version) (court métrage)
- 2018 : Que le diable nous emporte

## Publication
- L'Ange exterminateur : Jean-Claude Brisseau, entretiens avec Antoine de Baecque, Grasset, 2006

### Télévision
- Brisseau répond au « Questionnaire Blow up » d'Arte et commente quelques scènes de films (2011)

### Entretiens
- Avec Mickaël Monnier et Clotilde Dupont pour le site kinok.com (1994).
- Avec Nadia Meflah pour le site objectif-cinema.com (2001).
- Interview par Antoine de Baecque pour Libération (2005).

#### En revues
- À propos d'Un jeu brutal : Cahiers du cinéma, 350, août 1983.
- À propos de De bruit et de fureur : Cahiers du cinéma, 407-408, mai 1988 ; Positif, 328, juin 1988.
- À propos de Noce blanche : Positif, 345, novembre 1989.
- À propos de Céline : Cahiers du cinéma, 454, avril 1992 ; Positif, 374, avril 1992.
- À propos des Anges exterminateurs : Positif, 547, septembre 2006.
- Entretien croisé avec John B. Root et Jean-Claude Brisseau : Cahiers du cinéma, 574, décembre 2002.